# 威廉·尼克拉斯
威廉·尼克拉斯（德語：Wilhelm Niklas；1887年9月24日—1957年4月12日），是聯邦德國的政治家、学者，曾出任聯邦德國食品、农业与林业部部长。1957年在慕尼黑因一场车祸導致舊傷復發不幸去世。